# 伊津戈盧韋尼
伊津戈盧韋尼是南非的城鎮，位於該國東北部，由夸祖魯-納塔爾省負責管轄，距離謝普斯敦港 33公里，面積7.59平方公里，2001年人口5,120，人口密度每平方公里675人。